# Заозерье (Октябрьский район, Гомельская область)
Заозерье (бел. Заазер'е) — деревня в Ломовичском сельсовете Октябрьского района Гомельской области Белоруссии.

## География

### Расположение
В 10 км на восток от Октябрьского, 14 км от железнодорожной станции Рабкор (на ветке Бобруйск — Рабкор от линии Осиповичи — Жлобин), 240 км от Гомеля.

## Гидрография
На западе — озеро Заозерское.

## Транспортная сеть
Транспортные связи по просёлочной, затем автомобильной дороге Октябрьский — Озаричи. Планировка состоит из прямолинейной улицы, ориентированной с юго-запада на северо-восток, к которой на востоке присоединяется короткая прямолинейная улица. Застройка двусторонняя, неплотная, деревянная, усадебного типа.

## История
По письменным источникам известна с XIX века как застенок, в составе поместья Рудабелка. Обозначена на карте 1866 года, использовавшейся Западной мелиоративной экспедицией, работавшей в этом районе в 1890-е годы. В 1908 году в Рудобельской волости Бобруйского уезда Минской губернии.
В 1921 году открыта школа. В 1930 году организован колхоз «Ударник», работали паровая мельница, круподробилка, кузница. Во время Великой Отечественной войны в апреле 1942 года немецкие оккупанты убили 19 жителей. 8 жителей погибли на фронте. Согласно переписи 1959 года в составе подсобного хозяйства «Заозерье» райсельхозхимии (центр — деревня Гать). Работал магазин.

## Население

### Численность
- 2004 год — 21 хозяйство, 37 жителей.

### Динамика
- 1897 год — 27 дворов, 277 жителей (согласно переписи).
- 1908 год — 35 дворов, 263 жителя.
- 1917 год — 307 жителей.
- 1924 год — 60 дворов.
- 1940 год — 70 дворов.
- 1959 год — 180 жителей (согласно переписи).
- 2004 год — 21 хозяйство, 37 жителей.